# Кармело (Уругвай)
Кармело (ісп. Carmelo) — місто в Уругваї в департаменті Колонія, засноване Хосе Гервасіо Артигас за яким називається весь муніципалітет. Населення у 2011 році — 18 041 осіб. Це друге місто департаменту за кількістю населення.

## Розташування

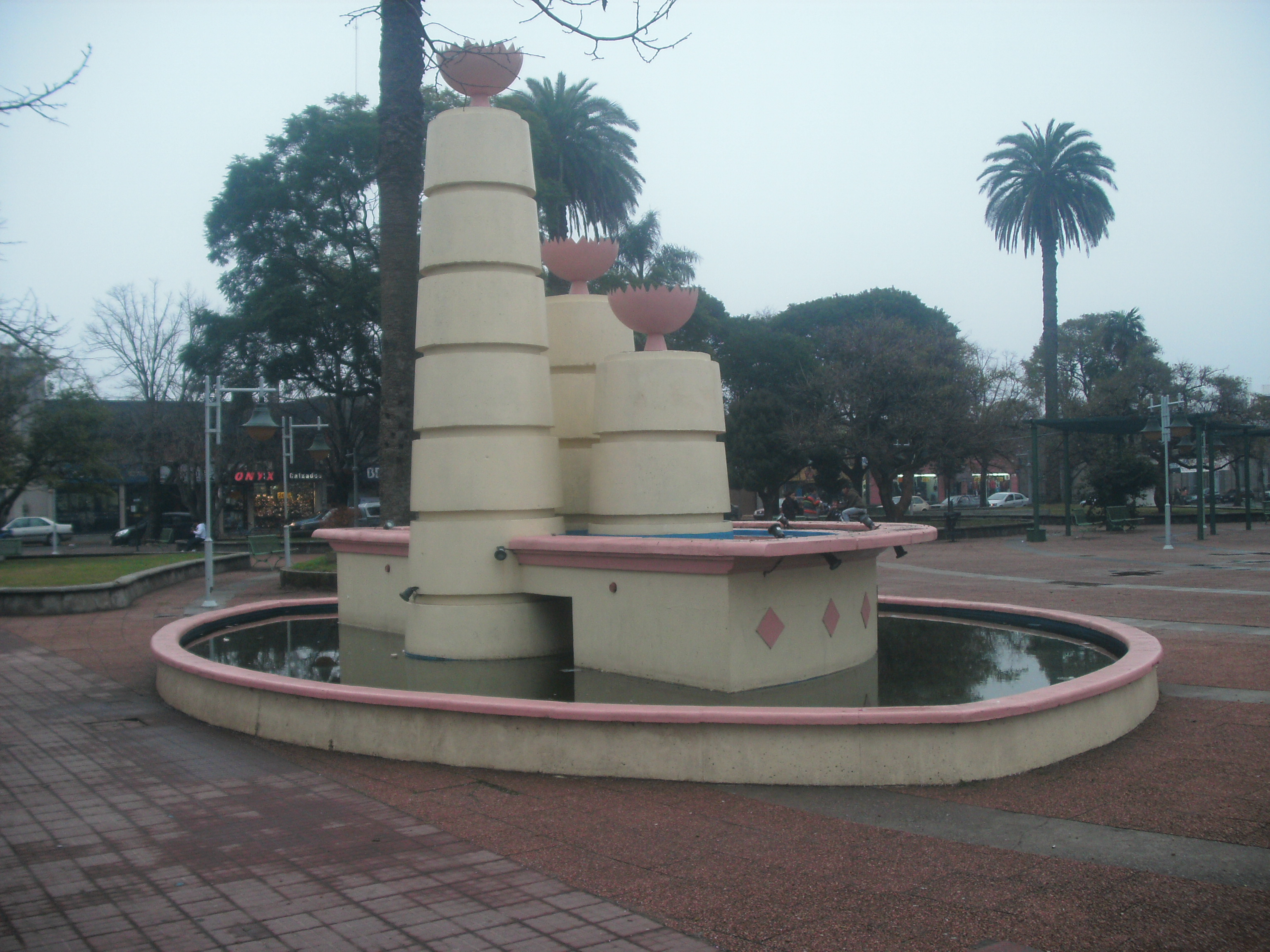
Площа Незалежності і пристань для яхт

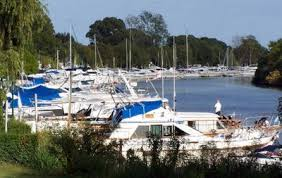

Місто розташоване в південно-західній частині департамента Колонія, на обох берегах річки Де-лас-Вакас, недалеко від впадіння її в річку Ла-плата, і на перетині національних шосе 21 і 97. Знаходиться в 75 км від міста Колонія-дель-Сакраменто, і в 25 км від міста Нуева Пальміра.

## Історія
Під час Конкісти (XVI століття) Лукас Роведа заснував в цьому районі форт Сан-Ласаро (7 квітня 1527 — жовтня 1530), яким командував італійський капітан на службі Іспанії Себастьян Кабот, але незабаром його покинув.
У 1708 році Луїс Ескобар і Гутіерес отримують землю по облігації, відому як «Куточок Ескобара» — теперішнє місто Кармель. У 1711 були зведені на лівому березі річки Вакас, дерев'яні бараки для розміщення рабів, які були привезені з Гвінеї. У цьому місці їх лікували від захворювань для їх подальшого продажу в Монтевідео і Буенос-Айрес.
Починаючи приблизно з 1758 року, засноване селище Лас-Виборас, в однойменній частині місцевості, Воно мало каплицю, і кілька котеджів, в оточенні чотирьох кварталів. Це поселення розташовувалося поруч з нинішнім містом Кармель. Згодом сусіди переконали населення селища переїхати до гирла річки Вакас. Артігас видав указ про заснування нинішнього міста 12 лютого 1816 року. Кармело — єдине місто, засноване уругвайським героєм, яке до цих пір існує. Згідно історії, не існує документа, чому виникла така назва міста. Але популярність Діви Марії дель Кармен, що проповідувала на горі Кармель, пояснює таку назву.
В місті є поворотний міст через річку Вакас, відкритий 1 травня в 1912 році. Працює на мускульній тязі і є унакальним для країни проектом того часу.
У грудні 2018 року, сильний шторм на річці Лас-Вакас викинув три китайських рибацьких човни, які розбилися проти історичного мосту. Рух на мосту був перерваний і, таким чином, ціла околиця і кілька установ залишилися без наземного зв'язку з містом.

### Сейсмічність
Регіон належить «провалу Пунта-дель-Есте», і «субпровалу Річки ла-плата»; з низькою сейсмічністю; і останній землетрус стався 5 червня 1888, 3.20 UTC-3, потужністю 5,5 по шкалі Ріхтера.

## Символи

### Герб
Герб міста Кармель був створений з нагоди проведення в 1966 році півторастолітнього ювілею заснування міста, тому в 1965 році був конкурс на дизайн герба. Вибір журі випав на дизайн герба, який був створений професором Едуардо Арбелече Ерколі. У жовтні того ж року Рада Департаментів видала указ і схвалення для оформлення такого герба. В гербі підкреслюється стилізований хрест, головний символ духовної цінності і символи, які характерні Кармелю-інструменти ручної роботи. Хрест, імітуючий Розу вітрів, центр якого визначає географічне положення Кармело в Уругваї. Хрест ділить також щит на чотири частини. Верхні представляють річки Ла-плата і Ріо-Уругвай. Білі частини символізують Східну Республіку Уругвай та Аргентину. Якір та кірка представляють символи, що вказують на воду та камінь. Якір символізує також місцевий порт. Колоски пшениці символізують заходи в галузі сільського господарства. Нарешті, в основі герба красується фраза: місто засноване Артигас.

## Населення

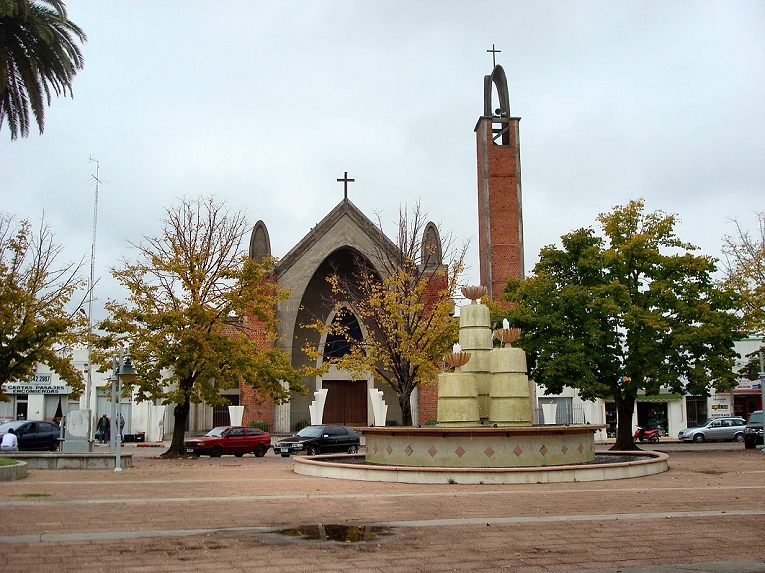
Головна площа.

За переписом населення у 2011 році у місті населення дорівнює 18 041 людина.

## Транспорт

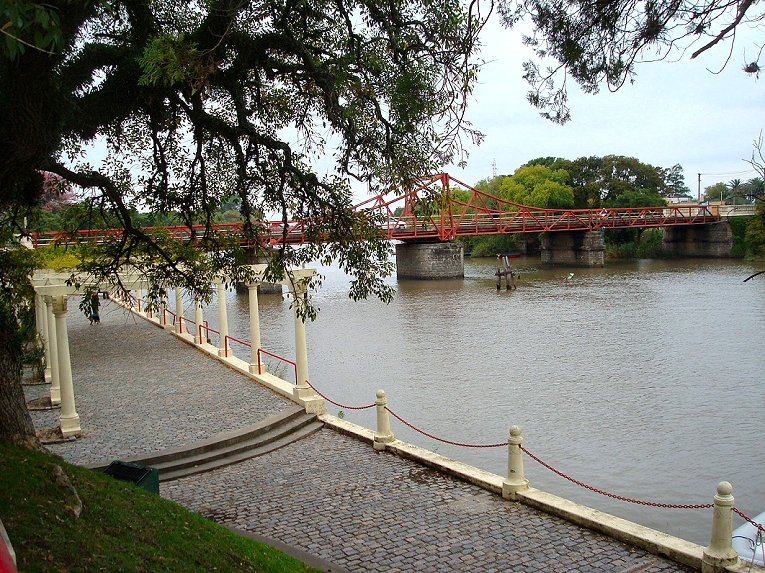
Поворотний міст на Лас-Вакас.

### Шляхи
- Шлях 21: з'єднує північ від міста Нуева Пальміра, Долорес і Мерседес, у той час як на півдні з'єднується з містом Колонія-дель-Сакраменто і Монтевідео.
- Шлях 97: служить для з'єднання з маршруту 12 в напрямку Кардона.

### Повітряний транспорт
В 5 км на північний захід від міста знаходиться аеропорт Загарзазу, у якому діють приватні перельоти, в основному з Аргентини.

### Водний транспорт

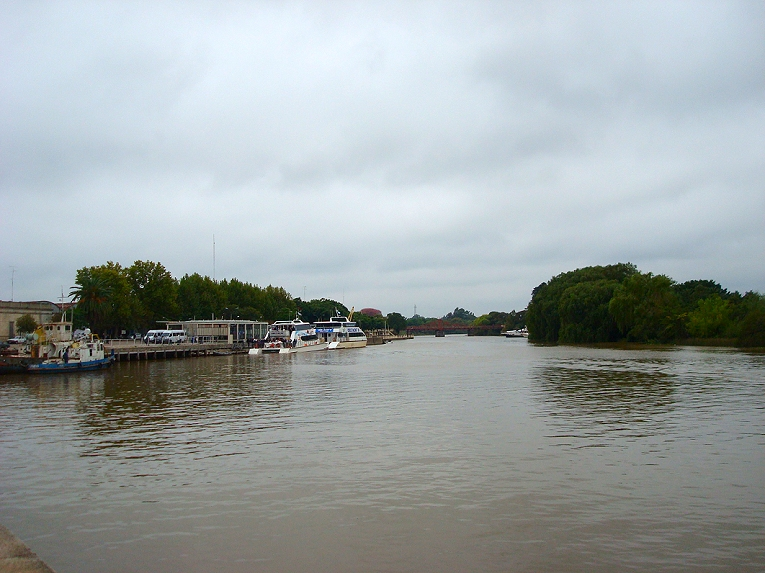
Порт Кармело і карта міста

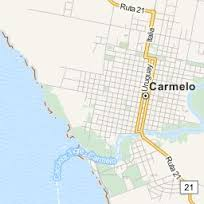

Є регулярне сполучення по Ла-Плата і дельті річки Парана, що з'єднує Кармело з містом Тігре, поруч з Буенос-Айрес, Аргентина. Послуга надається компанією «Каціола» два рази в день.

## Уряд
З липня 2015 року, мер Кармело- Алісіа Еспіндола.

## Освіта
В місті є тільки державні школи, залежать від ANEP, а також два громадських ліцєї. Технічна освіта перебуває у віданні ERCNA і UTU. Освіти державна, проводиться в очній формі навчання в Інституті підвищення кваліфікації вчителів. На початку 2013 року була відкрита перша приватна школа.

## Туризм
Місто Кармель пропонує різноманітні туристичні визначні пам'ятки, вони відвідуються, переважно туристами із Аргентини, враховуючи близькість міста Буенос-Айрес і можливість перетнути річку на власних суднах.

### Поворотний міст
Цей міст перетинає річку Вакас, і, як правило, дуже відвідуваний, враховуючи, що це перший міст на мускульній тязі в Уругваї і єдиний у Південній Америці.

### Причал для яхт
Серед особливостей, які роблять його унікальним, це довжина близько 600 м, електрифікація, питна вода, близько 200 швартових, туалети, душові з гарячою водою, раковини для миття посуду, приміщення для кемпінгу яхтсменів, послуги швидкого харчування.

### Будинок культури
Колишній дім полковника Ігнасіо Барріоса в даний час є центром культурної діяльності.

### Заповідник фауни
Пропонує чудові прогулянки як для дорослих, так і для дітей, які зв'язують відвідувачів з природою. Серед тварин це зайці, качки, капібари, олені, ему,, лебеді, фламінго, павичі, фазани, голуби, вівці, черепахи, каймани і т. д.

### Пляж Сере
Це центр місцевого відпочинку, переважно в літній сезон на білому піску біля спокійних вод річки Ла-Плата.

### Архів і музей Кармен
Будівлю було наказано побудувати головою Орібе в період з 1848 і 1849 як школу. Досі можна побачити ще старі підлоги, стелі, плитку та вікна. Тут знаходяться цінні предмети та документи, що належать місту і каплиці Лас-Віборас і Ла-Калера-де-лас-Хуерфанас, наприклад, свідоцтва про народження трьох старших братів Визволителя Дон Хосе де Сан-Мартін.

## Видатні особи
- Хуан Франсиско Арагон, архієпископ Монтевідео в період 1919—1940.
- Гонсало Перес Ірібарен, математик.
- Хуан Карлос Марецо, відомий як Піночо, водій, комік, співак, автор, композитор і актор.
- Атіліо Франсуа, аналітик.